# Měnín
Pour les articles homonymes, voir Menin (homonymie).
Měnín (en allemand : Menitz) est une commune du district de Brno-Campagne, dans la région de Moravie-du-Sud, en République tchèque. Sa population s'élevait à 1 862 habitants en 2020.

## Géographie
Měnín se trouve à 9 km au sud-sud-ouest de Tišnov, à 15 km au sud-sud-est de Brno et à 197 km au sud-est de Prague.
La commune est limitée par Rajhradice, Otmarov et Telnice au nord, par Žatčany et Moutnice à l'est, par Nikolčice et Nosislav au sud, et par Blučina et Opatovice à l'ouest.

## Histoire
La première mention écrite de la localité date de 1240.